# Brachymeles dalawangdaliri
Brachymeles dalawangdaliri es una especie de escincomorfos de la familia Scincidae.

## Distribución geográfica
Es endémica de la isla de Tablas (Filipinas).